# Léon Baréty
Pour les articles homonymes, voir Baréty.
Léon Baréty, né le 18 octobre 1883 à Nice (Alpes-Maritimes) et mort le 10 février 1971 dans la même commune, est un homme politique français.

## Biographie

### Jeunesse et études
Fils d'Alexandre Baréty, médecin et homme politique notable de Nice, Léon Jean Jacques est diplômé de l’École libre des sciences politiques et docteur en droit en 1905.

### Parcours professionnel
Il entre aussitôt au cabinet du ministre de l'intérieur, puis entame une carrière politique locale.
Élu conseiller général des Alpes-Maritimes dans le canton de Puget-Théniers en 1910, et l'année suivante conseiller municipal de Puget-Théniers, mandat qu'il conserve jusqu'en 1944.
Chef adjoint du cabinet du président de la chambre des députés, Paul Deschanel, en 1912, il est ensuite mobilisé et participe à la Première Guerre Mondiale.
À son retour à la vie civile, il reprend son activité politique et est élu député sous l'étiquette de l'union républicaine démocratique, en 1919. Il est ensuite réélu à toutes les élections jusqu'à la guerre, sous diverses étiquettes de droite empruntés par l'Alliance démocratique (gauche républicaine démocratique, républicains de gauche, alliance des républicains de gauche, parti républicain démocratique et social...).
Il y est un député assidu et actif dans de nombreux domaines, mais surtout comme rapporteur de différents budgets (services pénitentiaires, en 1923, puis de 1925 à 1930 ; commerce et industrie, de 1925 à 1930 ; ministère des finances, de 1932 à 1935...).  Léon Baréty est un des premiers parlementaires à souhaiter une politique touristique d'État, il préside le groupe parlementaire du tourisme qui obtient en 1935 la création du Commissariat général au tourisme. Il est  membre de l’Académie des gastronomes et président du comité de direction du Salon des arts ménagers de Paris.
En novembre 1929, il est nommé sous-secrétaire d'État à l'Instruction publique et chargé de l'enseignement technique dans le premier cabinet Tardieu, puis sous-secrétaire d'État au Budget dans son deuxième cabinet de mars à décembre 1930. Ferveur défenseur du colonialisme, il est aussi président du groupe parlementaire Maroc-Tunisie et membre du conseil supérieur des colonies. En 1930, il prononce un discours à Boufarik en compagnie de Gustave Mercier en raison de l'inauguration d'un monument célébrant le centenaire de la colonisation en Algérie. Après l'annonce du cabinet Steeg, alors qu'il doit conserver son poste, Léon Baréty se récuse.
Il est aussi rapporteur général des budgets 1932, 1935 et 1936, et président du nouveau groupe de l'Alliance des républicains de gauche et des radicaux indépendants à partir de 1936,. En mai 1939, ce groupe compte 43 députés. Léon Baréty est également à cette époque vice-président de l'Alliance démocratique.
Tout en entamant cette carrière ministérielle, il ne se désintéresse pas de la politique locale et, en 1932, il devient président du conseil général, fonction qu'il occupe jusqu'à la fin de la guerre, étant maintenu en poste par le régime de Vichy.
Ministre de l'Industrie et du Commerce dans le cabinet Paul Reynaud à partir du 18 mai 1940, il vote, le 10 juillet 1940, en faveur des pleins pouvoirs au maréchal Philippe Pétain.
Sous l'Occupation, il est d'ailleurs membre du Conseil national instauré par Vichy.
À la Libération, après un premier échec devant le jury d'honneur pour obtenir la levée de son inéligibilité, il formule un recours devant le conseil d'État qui aboutit positivement en octobre 1947 au vu de « l'attitude prise par Léon Baréty, dès 1941, à l'égard du gouvernement de Vichy et l'aide continue qu'il a apportée aux persécutés et aux résistants ».
Il abandonne cependant la vie politique, se contentant d'un bref mandat de conseiller municipal de Puget-Théniers de 1953 à 1956, et se consacre à la direction d'entreprises.

## Distinctions
- Commandeur de la Légion d'honneur (1955)
- Commandeur de l'ordre du Mérite commercial, ex officio en tant que ministre du Commerce et président du conseil de l'ordre (1940)[11]
- Grand cordon de l'Ordre du Ouissam alaouite (1930)[12]